# Friedrich Joseph Zell
Friedrich Joseph Zell (* 17. Juni 1814 in Trier; † 24. Juli 1881 ebenda) war ein deutscher Politiker.

## Leben
Zell studierte von 1833 bis 1835 an den Universitäten Bonn und Heidelberg Rechtswissenschaften. In Heidelberg gehörte er dem Corps Hassia an. Anschließend arbeitete er als Justizrat in seiner Heimatstadt. 1846 wurde er Mitglied der Stadtverordnetenversammlung in Trier und begann, sich für den Erlass einer preußischen Verfassung politisch zu engagieren.
Im Zuge der Märzrevolution 1848 nahm Zell am Vorparlament teil. Vom 18. Mai 1848 bis zum 30. Mai 1849 war er Abgeordneter für Bernkastel in der Frankfurter Nationalversammlung. Dort gehörte er der Fraktion Württemberger Hof an, deren Vorsitzender er ab September 1848 war. Zell saß im Parlament in mehreren Ausschüssen, darunter dem Verfassungsausschuss und der Kaiserdeputation. Am 16. Mai 1849 wurde er nach Ausbruch der Revolution in Baden zum Reichskommissar für Baden berufen, er legte das Amt jedoch zusammen mit seinem Mandat am 30. Mai wieder nieder.
Nach dem Ende der Nationalversammlung nahm er vom 26. bis 28. Juni 1849 am Gothaer Nachparlament teil und musste ein Verfahren über sich ergehen lassen, da er nicht bereits Mitte Mai sein Abgeordnetenmandat auf Wunsch der preußischen Regierung niedergelegt hatte. Nach seinem Freispruch arbeitete er wieder als Justizrat. Bis zu seinem Tode 1881 war er Stadtsyndikus in Trier.